# Biton ovambicus
Espèce
Synonymes
- Daesia ovambica Lawrence, 1927

Biton ovambicus est une espèce de solifuges de la famille des Daesiidae.

## Distribution
Cette espèce est endémique de Namibie.

## Description
Le mâle décrit par Roewer en 1933 mesure 18,3 mm et les femelles de 21 à 22 mm.

## Étymologie
Son nom d'espèce lui a été donné en référence au lieu de sa découverte, l'Ovamboland.

## Publication originale
- Lawrence, 1927 : Contributions to a knowledge of the fauna of South-West Africa V. Arachnida. Annals of the South African Museum, vol. 25, no 1, p. 1-75 (texte intégral).